# ピクミン (ゲームキャラクター)
ピクミン (Pikmin) は、任天堂のコンピュータゲーム『ピクミン』シリーズに登場する架空のキャラクター。

## 概要
オリマーが墜落した惑星で遭遇した、植物とも動物ともつかない奇妙な二足歩行生物（作中では、歩根類と呼ばれる）。名前の由来は、最初に遭遇した赤ピクミンがオリマーの好物「ピクピクニンジン」に外見がそっくりであったことによる。
体長は2cm前後。ひょうたんをスリムにしたような体に、頭の頂点から葉・つぼみ・花のいずれかがついている。このついているものによって走る速さが変わる（花ピクミンが一番速く葉ピクミンが一番遅い）。植物なので身体はセルロースで出来ているが、筋線維も持っているため動物のように動ける事が歩根類の特徴である。
ピクミンは地中から大地のエキスを吸収することにより、 葉 → つぼみ → 花 の順に成長する。そしてピクミンには自分を引き抜いたものに従う習性があり、オリマーたちに引っこ抜かれることで彼に付き従うようになる（最初オリマーは刷り込みではないかと判断していたが、『ピクミン2』（以降『2』）では下記のような推測が立てられている）。
オリマーたちによって放り投げられたり、あるいは指示によって移動し何かに接触したりすると、接触したものに応じて適当に判断し行動するように、高い知能を持つ（見送りをするなど、他の原生生物達とはかけ離れたレベルである）。原生生物には頭の天辺に生えた葉や花などによる頭突きで攻撃（一部のピクミンを除く）し、倒した原生生物はオニヨンへ運び込んで増殖のための栄養源にする。さらにオリマーやアルフ達の求めに応じてドルフィン号のパーツやお宝、果実等をドルフィン号（ドルフィン初号機、ドレイク号）へと運んでもくれる。これら栄養源とならない物体の運搬について当初オリマーは疑問に感じていたが、『2』ではある程度の考察が出ており、ピクミンは引き抜いた者を自分たちの「リーダー」だと思い、リーダーの労働力として従順に働くが、ピクミンたちもリーダーが労働力ほしさのために自分たちの数を増やしてくれることで繁栄できるというある種の共生関係を築く生物なのではと推測されている。ピクミンにとって危険な数々の原生生物も、リーダーの指揮の下で戦えば犠牲を少なく抑えて撃退することができ、その倒した原生生物を獲物として繁栄ができるとあれば、敢えて危険な戦いに挑むことにも躊躇しない。また、オリマーが抜いた個体はルーイや社長にも付き従う。
「愛のうた」の歌詞に端的に表されているように、ピクミンは一匹一匹ではあまりに弱く、あっけなく原生生物に捕食されてしまう。しかしオリマーたちの下で集団（同時には最大100匹）で行動することにより、はるかに巨大な原生生物と互角以上に戦ったり、巨大な物体を運んだりすることができるのである。特に『ピクミン３』（以降『3』）では、とても定数で運べるようなサイズとは思えない巨大な生物でも、引き摺らせながらも運び込む事すらある。
ピクミンには様々な種類が存在し、各種ごとに体色や器官の形状が異なり、それに伴って能力にも差異がある。たとえ別種のピクミン同士であったとしても、リーダーが同じであればお互いを仲間と判断して協力する。『ピクミン』（以降『1』）では、3種類のピクミンだったが、『2』以降からは、新種のピクミンが2種類加わり、作品によって入れ替わり立ち替わりで基本的に5種類のピクミンを駆使して行く事になる（『2』の一部のステージ（洞窟）では、6種類のピクミンを駆使することがあり、『3』でも「ミッション」「ビンゴバトル」では、7種類のピクミンを駆使していく）。
なお、『1』のエンディングでは多彩な色のオニヨン（赤、黄、青、紫、ピンク、黒灰、水色、黄緑、オレンジのオニヨンが確認できる）が飛行しているシーンがあり、まだオリマーたちが未発見の種が多数存在しているようである。

## ピクミンの種類
作中では、以下の9種類のピクミンが登場する。

### 赤ピクミン
【和名：アカネピクミン 科：ピクミン科】
【学名：Pikminidae rubrus】
『1』から登場。顔には鼻のような針がある。
花の色は白であり、黄、青のピクミンも花の色は白となる。
皮膚や筋線維が難燃性のセルロースで出来ているため火に耐性があるほか、鼻の様なものを刺すため攻撃力が他のピクミンよりも高く、原生生物との戦いで有利に戦える。ただし『2』では、後述の理由から紫ピクミンの方が必ず有利である。また『2』の対戦モードでは1P側のピクミンとなり、2P側の青ピクミンと同じ攻撃力となっている。また、100°以上の高温には耐えられない。
『3』では原生生物を叩く際の音が他のピクミンと異なる音に変更されている。
『4』では種火を扱うことができ、藁などの一部のギミックを破壊したり、一部の原生生物にダメージを与えたり、氷属性の原生生物の氷を取り落とすなどの効果がある（それをしないとダメージを与えられないものもいる）。
シリーズを通して、主人公達が最初に出会うピクミンである。
花の色は白色で、オニヨンとペレットの色は赤色。

### 青ピクミン
【和名：ミズアオイピクミン 科：ピクミン科】
【学名：Pikminidae caerula】
『1』から登場。顔には口のようにも見えるエラがある。
ピクミンの中で唯一水の中でも呼吸ができ、溺れない（後述の氷ピクミンは浮くことはできるが、水中活動はできない）。それ故ピクミンの中では最も行動範囲が広い。『4』以外は、オニヨン自体も出会った時は水中にある。『3』では原生生物を素早い泳ぎで追い掛ける様子を見る事ができる。
『4』では元々陸生の根菜類から進化したため、青ピクミン以外は水中では体表や葉っぱでの呼吸が出来ず溺れてしまうが青ピクミンは鰓でそれを克服したのではないかと考察されている。身体の青色は光合成をおこなう色素タンパク質によるもの。
花の色は赤ピクミン同様に白色で、オニヨンとペレットの色は青色。
ルーイメモによると口のような鰓に手を入れてみたくなるらしい。

### 黄ピクミン
【和名：ミミヅキピクミン 科：ピクミン科】
【学名：Pikminidae auribus】
『1』から登場。顔には耳のようなひだがあり、それをなびかせているため他のピクミンより高く投げられる。
『1』では3色のピクミンの中で唯一バクダン岩を扱う事ができる。黄ピクミンを連れた状態で解散させると、バクダン岩を持っている側と、持っていない側に分けることができる（バクダン岩を葉ピクミンが持っている場合、それを持ったまま大地のエキスを吸わせることができる）。解散させた状態で笛で呼んでもバクダン岩は爆発しないが、投げた後、笛で呼べば、バクダン岩を作動させて置いて戻る。投げた後に黄ピクミンに直接触れて呼べばバクダン岩を置かずに戻る（Wii版以降の『1』ではどちらの場合もバクダン岩を持ったまま戻ってくる）。
『2』ではバクダン岩を扱えなくなったが、その代り電気に耐性を持つようになった。高く投げられる能力は健在である。
『3』では高く投げられる事や電気への耐性に加え、自身の身体を電線代わりにして仕掛けを解く事が出来るようになった)。穴掘りも得意になっており、再びバクダン岩を扱えるようになった（ただし、他のピクミンでも扱えるようになった）。
電気に完全な耐性があるばかりか、ある種の原生生物のように電気をエネルギー源にしてしまい花まで咲かせてしまう事から、『4』ではオリマーが神経伝達方法が通常の生物とは全く異なる可能性を指摘している。
花の色は赤・青ピクミン同様に白色で、オニヨンとペレットの色は黄色。

### 紫ピクミン
【和名：ヨコヅナピクミン 科：ピクミン科】
【学名：Pikminidae yokozunum】
『2』で初登場。体に幅があり他のピクミンより体格が大きい。頭に6本の毛が生えている。また、前述の六本の毛は、日よけに使う。上記の3種とは違い、花の色は濃いピンク色である。体の紫色は、抗酸化作用の強いポリフェノールの影響によるもの。
筋線維の密度が高く他の色のピクミン10匹分に相当する力と重さがあり、大きな獲物でも数匹の紫ピクミンで運べる。『2』では赤ピクミンよりも攻撃力が高い。投げ付けると横へ低く飛んだ後に垂直落下し、着地時に衝撃波を発生させる。この衝撃波は周囲の原生生物の動きを一瞬停止させる効果があるほか、低確率で気絶させる効果もある上、投げ付けた相手に落下させるだけで、そのままダメージを与えられる。飛行する生物に投げ当てれば、一匹だけでも重量で地面へ引きずり下ろす事が可能で倒すまで振り払われる事もないため、紫ピクミンを連続して投げるだけで、本来倒すには多くのピクミンが必要となる大型生物であっても少数だけで簡単に犠牲無しで倒すことができる。
他のピクミンよりも移動が遅く（花の紫ピクミンより、葉の白ピクミンの方が移動速度が速い）、高所へ投げ上げるのは難しい。またバクダン岩に落下すると即座に起爆してしまうため注意が必要である。ピクミンの中では唯一、火、水、電気、毒などの属性ギミックにも耐性がないものの、『2』では、ピクミンを混乱させるタマゴムシのにおいやダイオウデメマダラの咆哮にも動じず、フーセンドックリの鼻息を始め、あらゆる原生生物の吸い込みや風の吹き飛ばしが完全無効等の特徴があり、アメボウズに対抗が出来る唯一のピクミンでもある。
『3』では本編には登場せず、ミッションモードとビンゴバトルにのみ登場する。ピクミン10匹分の力を持つ点は前作同様だが、攻撃力は赤ピクミンの攻撃力と同等の攻撃力に弱体化している。また、他にも『2』で持っていた能力は無くなり、大幅な弱体化を受けている。
『4』では再び本編に登場している。攻撃力は赤ピクミンと同等のままだが、投げ付けた時の衝撃波による攻撃が復活している。ただし低確率で気絶させる効果と混乱への耐性はなくなった。
花の色はピンク色（桃色）で、オニヨンとペレットの色は紫色（ただし、『3』までの作品ではオニヨンとペレットは登場していない）。
ルーイメモによると重すぎて肉を叩かせる加減が難しいらしい。

### 白ピクミン
【和名：シロブシピクミン 科：ピクミン科】
【学名：Pikminidae venalbius】
『2』で初登場。他のピクミンより小さな体をしており、赤い目をしている。また、紫ピクミンと同様にピンク色の花が咲く。
他のピクミンよりも足が速い。花ピクミンになると初期状態のオリマー達より速く、探検キット「ダッシュブーツ」を装備したオリマーと同等である。お宝や死体の運搬も他のピクミンより早い。
毒に耐性がある上に自身も体内に毒を持ち、敵が食べるとダメージを受け、その毒性は1匹につき成体アカチャッピーの致死量に匹敵し、耐久力の弱い生物なら即死させる事ができる。白ピクミンを食べて倒した生物の死骸をオニヨンに運んでも何ら問題なく増やせる。赤い目には探知能力があるようで、地中に埋まったお宝を掘り出せる。
『3』では紫同様、ミッションモードとビンゴバトルのみ、登場する。『2』とは違い毒のギミックは登場しないので毒に強いという設定はなくなっているが、体内に毒を持つという設定は健在（ただし、毒で与えられるダメージが弱体化している）。また、攻撃力が羽ピクミンより少し高いが、戦闘には不向きとなっている。
『4』では紫ピクミン同様、本編に復帰した。『2』にあった毒のギミックも復活している。全てのピクミンが地中に埋まったお宝を掘り出せる為、埋まった宝を掘り出せる唯一のピクミンという設定はなくなった。生態が詳細に解析されており、トリカブトと同じ毒を持ちピクミンの中でも根に毒を持つと言う植物の特性をよく残していると考察されている。
花の色は紫ピクミン同様にピンク色（桃色）で、オニヨンとペレットの色は白色（ただし、紫ピクミンと同じく、『3』までの作品ではオニヨンとペレットは登場していない）。
ルーイメモによるとルーイはその毒性を利用して原生生物に食べさせる派であるとの事。

### 岩ピクミン
【和名：イワヤドリピクミン 科：ピクミン科】
【学名：Pikminidae habisaxum】
『3』で初登場。灰色の体色と青紫色の花が特徴。体は丸く紫ピクミンほどではないが大柄で、体表が岩のように固い。投げ当てる事で、ガラスや水晶でできた障害物や敵の鎧を破壊する事ができる上、投げ当てた際の威力は高い。
岩のような体組織を持つピクミンでは無く、厳密には岩の隙間に根を張り、身体を得たヤドリピクミンである。体内は空洞でその中に器官をおさめている。
イモガエル等の押し潰しの攻撃を受けても死なずに埋まるだけで済み、突き刺しの攻撃も無効化する事が出来る。ただし、一部の生物を除き、捕食は無効化できずにバリバリと食べられてしまう。また、コンクリートや岩等の固い地面では押しつぶされてしまう。
他のピクミンと異なり敵に投げ当てても貼りつかず、硬い体で突進して攻撃を行う。そのため攻撃のタイムラグが長く、一定時間あたりに与えるダメージは他のピクミンに比べて劣る。ただし、一部の生物は他のピクミン同様、張り付いて攻撃を行う事ができるものもある。
花の色は青紫色で、オニヨンとペレットの色は灰色。
ルーイメモによると噛んだら歯が折れそうになったらしい。

### 羽ピクミン
【和名：モモイロトビピクミン 科：ピクミン科】
【学名：Pikminidae volarosa】
『3』で初登場。名前の通り、羽が生えており、体色はピンク色で腹部に縞模様がある。白ピクミン以上に小さく、目が青いのが特徴。常に空中を浮遊する事ができ、障害物にぶつかる事は基本的にないため行動範囲が広い。空中にいたまま獲物を運ぶ事が出来るため、他のピクミンより運搬距離を短縮できる上、地形次第では他のピクミンでは投げ入れても届かない場所にある果実や物を取る事も可能となる。また、ひっこぬけ草と呼ばれるピンク色のゼンマイのような植物を抜く事が出来る唯一のピクミンである。更に、投げられないものの、水辺の上をそのまま引き連れて通る事も可能（水中でない限りは、そこから突撃の指示で原生生物と戦わせたり、獲物や果実等を運搬させる事が可能）。
戦いがかなり苦手で攻撃力が他のピクミンの中でも最も低く、原生生物を倒すのに時間が掛かってしまう。ペレット草の花やコチャッピーの背中などといった弱点部位を狙って一撃で倒す事も出来ない。ただし常に空中浮遊できる特徴ゆえにサライムシや、ハチスズメなどの空中にいる敵には非常に有効であり、振り落とされても自力で再度攻撃を行える。
この羽は植物性では無く、原生生物に近い組成でピクミン自らが生み出したと言うよりは原生生物からオニヨンを経由し、飛行能力のDNAを与えられたのではないかと考えられている。
花の色は岩ピクミン同様に青紫色で、オニヨンとペレットの色はピンク色。
ルーイメモによると羽虫に攫われる夢を見たとの事。

### 氷ピクミン
【和名：コオリヤドリピクミン 科：ピクミン科】
【学名：Pikminidae habiglacius】
『4』で初登場。水色の体色と黄色の花が特徴。冷気に耐性があり、攻撃時に原生生物を凍らせることが出来るようになり、凍らせた原生生物を倒すと跡形もなく消滅するという『2』に登場したゲキニガスプレーに近い特徴を持つ。
また、水上に投げると着地時に氷の膜が張られるようになる為、小さな池などで一定数投げると池全体を凍らせ、他のピクミンも溺れずに渡ることが出来る。
一方で攻撃力は低めで、火には特に弱く、火を浴びてから死ぬまでの時間が他のピクミンより短い。水の上では溺れずに浮かぶが、水を使った仕掛けや原生生物の攻撃によって頭に水がかかると溺れてしまう。
冷たい核を中心に氷を成長させて身体を得たヤドリピクミンで、空気中の水分を絶えず凍らせて取り込む事で身体を維持している。その氷は微量の電解質を含む生理食塩水に似たものらしい。
花の色は黄色で、オニヨンとペレットの色は水色。
ルーイメモによると食材を凍らせるのに便利らしい。

### ヒカリピクミン
【和名：トコヨノヒカリピクミン 科：?科】
【学名：Pikminidae supravelum】
『4』で初登場。黄緑色に発光する体色と幽霊のような姿が特徴。左右非対称な目をしている。
「『ヒカリ』ピクミン」だが、ヒカリ（太陽光）が苦手で、夜の間や地下にだけ姿を現す。火・水・電気・毒・冷気すべてに耐性を持ち、羽なしで宙に浮かび、ヒカリピクミン同士が集まって「フラッシュバースト」を繰り出し、原生生物の動きを一定時間止めることができる。作業を終えた瞬間からリーダーの元へ瞬間移動して隊列に戻ることもできる。その性質から、例え解散させても、すぐに戻ってきてしまうため、連れている間は単独行動が出来なくなる。
他のピクミンとは異なり、オニヨンではなく「ヒカリヅカ」を住居とし、金平糖形のペレット「ヒカリペレット」をヒカリヅカに3個投入することで1匹生まれる。夜が明けると生き残ったヒカリピクミン5匹につきヒカリのタネ1個に変化する。
捕食されても光の粒子となるだけで死なないどころか、生体反応が確認されていないため最初から生きていないとも言える謎の存在。生命としての定義を逸脱した観測データも上がっており、オリマーは「心霊物質（エクトプラズム）の一種ではないか」とも推察している他、ルーイメモでも「生き物の匂いがしない」とされている。
花の色は黄色であり、他のピクミンとは花の形が異なり、星形になっている。

### ピクミンの亜種
キノコピクミン
『1』にのみ登場。キノコの原生生物・ボケナメコの胞子を浴びて洗脳され、敵になったピクミン。頭に生えている葉・つぼみ・花がキノコのかさになり、色も赤紫になり、目も白目に変わる。ボケナメコの周りについて回り、仲間やオリマーを攻撃し始める。ピクミン同士で戦闘をして正気に戻る場合もあるが、やり過ぎたり、負けると死んでしまう事が多いが、オリマーにはりついたキノコピクミンはボタン連打などで振りほどくと死ぬ事なく、確実に正気にもどる。また、ボケナメコを倒すと、キノコピクミンになっていたピクミン全員が正気に戻る。
『4』では、ボケナメコ自体は登場するが、キノコピクミンにはならず、混乱するだけになっている。
ヤドリピクミン
【科：ピクミン科】
【学名：Parasiticus pikminicus】
『2』で登場。作中ではコッパチャッピー（後述）や岩ピクミン、氷ピクミン（前述）の和名として登場するのみで、姿は不明。オニヨンを持たず、他の生物に寄生して生活するピクミンの仲間。宿主の神経に体内のピクミンが根を伸ばして自由を奪ってしまう。ただし、捕食に関しては宿主任せであり、寄生された生物は、頭から通常ピクミンの頭部と同様の葉が生える。なお、作中の図鑑説明によると、他生物との共生を積極的に行うピクミンの習性から、寄生ではなく何かしらの共生ではないかという説もあるらしい。
オニヨンやポンガシグサといった繁殖体が今のところ発見されておらず、どのように繁殖するかは不明である。また、寄生を行う経路も明かされていない。作中ではアカチャッピー（ベニデメマダラ）や岩・氷に寄生したもののみ登場している。
ハチャッピー
【和名：ヤドリピクミンとその宿主 科：ピクミン科/イヌムシ科】
【学名：Oculus pikminicus russus】
『2』に登場。ハチャッピーはアカチャッピーにヤドリピクミンが寄生したもの。上記の理由のため、他のピクミンを食料と認識して捕食を試みてくる。
コッパチャッピー（アカコッパチャッピー）
【科：ピクミン科/イヌムシ科】
【学名：Oculus pikminicus russus larva (2nd molt)】
『2』に登場。ハチャッピーが連れている子供。ハチャッピーがいる間はそれについて歩くのみだが、ハチャッピーの死後、混乱しているところを笛で呼び集めると仲間にでき、ピクミン同様に扱う事ができる（リーダーとなるハチャッピーを失ったため混乱したコッパチャッピーが、オリマーたちを新たなリーダーと仮に定めるためとされる。ピクミンの性質上、同じリーダーに従う他の者に対しては攻撃をしないので、ピクミンからは敵とは見なされていない）。コッパチャッピーは、炎・毒・水・電気のすべての障害に耐性を持つ。基本的にピクミンを増やせない地下洞窟においてピクミンの総数を補充できる数少ない手段であるが、1つのエリアにピクミンと合わせて100匹以上は登場せず、1頭に付き最大10匹連れており、100匹に近い程連れている数は減る。また、地下洞窟にのみ登場し、そのまま地上に連れて帰る事はできない（死亡ピクミンにはカウントされない）。ただし、ポンガシグサに入れてピクミンにする事は可能であり、そうすれば地上にも連れて帰れるため、若干ではあるが、ピクミンの数を増やす事もできる。ちなみに、死亡した時の魂は原生生物と同じ形をしている。
オリマーピクミン
『1』のバッドエンドにて登場。オリマーをピクミンが運び、オニヨンに運び込む事で種が生まれ、生えてくる。頭部しか確認することが出来ないが、頭頂部からピクミンの葉が生えている。
『4』では、葉っぱ人の1人として登場。頭部が赤い葉っぱで覆われているが、目と鼻の部分は見えている。オニヨンに運び込まれたものの栄養源ではなく、リーダーとして迎え入れるため星の環境に適応した葉っぱ人にされ、ピクミンの繁栄のため段取りの事しか考えられなくなってしまっている。

## 特殊な個体
ピクミンの中には、繁殖などの目的のために分化したと思われる個体が存在する。

### オニヨン
【和名：ピキノシガンバナ 科：ポンガシグサ科】
ピクミンの母体。タマネギから3本の根が下りたような形をしている。上部にはプロペラのような構造の花がついており、3本の根を畳んで飛行することが可能（『3』では根を引っ込めて飛行する上、その部分からジェット噴射のように光を噴射している。『4』でもデザインは変更されているが、根を引っ込めて花の部分をプロペラのように回しながら、下部の獲物を吸い上げる口から光を噴射して飛行する）。なお、『ピクミン』『ピクミン2』では、デザインが同一で、色毎にオニヨンが分かれていたが、『ピクミン3』では、大幅にデザインが変更され、タマネギの形とはかけ離れた機械的な姿形になっている。更に前2作と違い、それぞれの色の個体が合体することで一つのオニヨンに複数の種類のピクミンを格納できる模様。『ピクミン4』では、さらにデザインが変更され、果実のような質感のデザインへと変更されており、複数のオニヨンが合体して1つのオニヨンに変化させる性質は『3』より継承されている。
「概要」で述べたように、オニヨンはピクミンの巣であると同時に、持ってきた栄養源を基に新たなピクミンの種子を生み出す繁殖個体である。栄養源は下部から吸い込まれ（明らかにオニヨンよりも巨大なものも吸い込んでしまう）、基に応じた数の種を花から放出する。植物や動物、果ては毒の有無にも関係なく原生生物を吸収して栄養とし、合体済みの色であれば同じオニヨンすらも栄養としてしまう、ある種の共食いに近い事も行うなどゲームの生物の中でも屈指の貪欲さでピクミンを繁殖させる。
他生物であるピクミンに巣を提供し、繁殖まで手伝うのはピクミンと共生関係にあるためと言われる。また、他の色のオニヨンを吸収して合体、その色のピクミンの巣と繁殖の役割をし始めるように吸い込んだ物の性質を自らへ取り込もうとする習性がある。
そのあまりに生物離れした特徴から、シェラン調査団の生物学者のピットは「自然発生したのではなく、何者かがピクミンを効率よく増殖させるために生み出した一種の生体工場なのではないか」と考察しているが、真偽は不明。
ピクミンの星には夜行性の原生生物が多く、日が暮れると原生生物がピクミンを捕食しに襲ってくるため、ピクミンは各色のオニヨンにそれぞれ戻り、オニヨンごと空へと避難する（『3』以降では、各色のオニヨンが合体し、一体となっていく形となるため、合体している色のオニヨンと同色のピクミンは共通のオニヨンに戻り、まだ、合体、吸収されていないオニヨンはそのオニヨンの色と同色のピクミンのみが乗り込む）。
『2』では、紫ピクミンと白ピクミンはオニヨンを持たず、ドルフィン初号機に乗り込んで避難する。『4』では紫、白のオニヨンが発見されており、他のピクミン同様、自由に増やせるようになる。
名の由来はオリマー曰く、オニヨンがホコタテ星の「オニヨンタマネギ」というタマネギに似ていたことから来ている。
ルーイメモによると3本の根には毛がびっしり生えている事が明かされている。

### ポンガシグサ
【和名：ポンガシグサ 各種　科：ポンガシグサ科】
ピクミンがオニヨン以外に繁殖に用いる植物。ピクミンを投げ入れると、花弁と同色のピクミンの種を同数放出する。作中では、必ず登場するピクミンの色に対応した色のポンガシグサが登場する。このほかに、一匹投げ入れると9匹分の種を放出するポポガシグサという種類も存在する。ポポガシグサは赤・黄・青と周期的に花弁の色を変えており、放出する種の色は投げ入れた瞬間のものになる。
特定のピクミンでなければ回収できない物体が存在する場合、その近くに咲いていることが多い。
シリーズを追う毎に種類やバリエーションは増えていき、現在は9種類確認されている。名前の由来はポン菓子と思われる。

### ガーリップ
【和名：ギョウジャシガン　科：ポンガシグサ科】
「ピクミン4」に登場。オニヨンの栄養分となる植物。ニンニクに花びらが付いたような見た目をしている。オニヨンに吸収されることで地上に出せるピクミンが1個につき10匹増えるようになる。
限界まで出せるピクミンを増やした後は、オニヨンがエキスを出すようになる。
ルーイメモによると現実のニンニク同様油で炒めると香りづけになるが、食べ過ぎると身体が臭ってくるとの事で、オリマーによると7つの房は非常に栄養豊富で、疲労回復や滋養強壮の効果もある模様。

### ヒカリヅカ
【和名：トコヨノヒカリヅカ　科：？科】
「ピクミン4」に登場。ヒカリピクミンの母体。樹とも根ともつかぬ質感の蟻塚のような姿で、表面には沢山の大きな洞が開いており、そこから内側に蓄えられた分泌エキス「ヒカリのミツ」の蛍光を放っている。日の落ちた夜間にのみ、地中から人知れず隆起する形で現れる。出動したヒカリピクミン達が集めてきた金平糖型のペレット「ヒカリペレット」を洞から呑み込む事で、先端部の穴から新たにヒカリピクミンを生み出すという、オニヨンに酷似した特徴を有する。一方、その光は夜行性で狂暴化した原生生物を誘き寄せてしまうため、彼らに攻撃されたり、エキス欲しさに齧られる等でダメージを受け続けると崩壊。ヒカリのミツも枯れ、腐った植物のように萎れて使い物にならなくなってしまう。逆に壊されることなく明け方まで凌ぐと、内部のヒカリのミツを一塊排出してから姿を消す。場合によっては2個のヒカリヅカが出現し、それらは地下で繋がっている為、片方が壊されるともう片方も連動して壊れる為、プレイヤーとオッチンが連携・分担して同時に守る必要が有る。2個のヒカリヅカを明け方まで守り抜くと、結果的に二塊のヒカリのミツが排出される。
この生態は意図的なものであり、自らが壊されるリスクを冒してでも原生生物を誘い寄せては、やってきた襲撃者を逆に獲物としてヒカリピクミンに返り討ちさせる事で、自らの成長やヒカリピクミンの繁殖を図っているとダルメッシュやパピヨンは考察している。夜の原生生物が死亡すると遺体が残らずヒカリペレットになってしまうのも、ヒカリヅカが周囲に放つ強力な分解酵素によるものと考えられ、それが濃縮されたものがヒカリのミツとされる。ヒカリのミツ自体には少なくともホコタテ星人を含む宇宙人や宇宙犬への影響はほとんどなく、ジュース代わりに飲む事も可能で、味に関しては作中のルーイの日誌やルーイメモによると「クセになる味。お腹と頭がポカポカする」「豊富な酵素が体調も整えてくれる」との事。
ヒカリのミツは後天的に刷り込まれたピクミンのDNAを生えた葉っぱごと分解する「チリョウ薬」として加工でき、主人公達レスキュー隊は葉っぱ人となってしまった遭難者を元に戻すべく、夜間はヒカリヅカを守りに行く事となる。また、ヒカリのミツを事前に飲んでいると葉っぱ人化を予防する事も可能。
その類似性に加え、昼にオニヨンのあった場所の近くにのみ出現することから、オニヨンの地下茎ではないかとの説もあり（ルーイメモによると、匂いもオニヨンと似ているらしい）、その分解力で生態系を支える大地のエキスを土壌に還元しているのではとオリマーは考察している。
ヒカリヅカの周囲には成長しきっていない小さなヒカリヅカ「オトリヅカ」が存在する事があり、これはその名の通り原生生物達を引き付ける囮（デコイ）として使える他、ヒカリヅカとは地下で繋がっているのでここにヒカリペレットを運んでヒカリピクミンを増やす事もできる。ただし、ヒカリヅカとは異なり夜明けまで守り抜いてもヒカリのミツを出さない。

## ピクミンの物運びについて
ピクミンを運搬可能な物に向かって投げると、ピクミンはそれを運ぼうとするが、運搬物の上に分数のような数字が出る。分母がそれを運ぶのに最低必要なピクミン数、分子が現在それを持っているピクミン数である。紫ピクミンは1匹で他種のピクミン10匹分の運搬能力がある。『ピクミン2』で登場する1kgの鉄アレイが重量1000であるため、重量1単位は1g程度と推定される。
オニヨンに運び込む場合、運び込まれる先はそれを運んでいるピクミンの色で決まり、持っているピクミンの色の最も多いもののオニヨンに運ばれる。もし複数の色のピクミンの数が同じ場合、最初にその数になったピクミンの色のオニヨンに運ばれる。たとえば、アカチャッピー（最低定員10匹）を赤4匹、黄色4匹、青2匹をこの順に投げて運ばせたとすると、赤オニヨンに運ばれる。
定員で運んでいる最中にさらに運ぶ人数を増加させた場合は、行き先は変更されないまま運搬速度が上昇する。具体的な例を挙げると、たとえばアカチャッピー（最低定員10匹）を赤4匹、黄3匹、青3匹で運んでいると赤オニヨンに運ばれるが、このとき青ピクミンを2匹足して青ピクミンを最大数にしても、赤オニヨンに運ばれる。青オニヨンに運ばせたい場合、一旦招集して改めて最初に青ピクミンを投げる必要がある。
リーダーがピクミンに運搬を命じた際に、低確率でピクミンがサボる場合がある。
『ピクミン2』では仕様が変更され、ピクミンを後から追加した場合、最終的に運搬しているピクミンの数が一番多い所へ運ばれる。また、数字自体が目指しているオニヨンの色で表示される。オニヨン以外へ運び込まれるものは数字が白くなる。白または紫のピクミンのみで運搬した場合はオニヨンの行き先はランダムとなり、一匹でも赤、青、黄のピクミンがいた場合は上述のルールに従って運ぶ。
『ピクミン3』では『ピクミン2』と似た仕様だが、オニヨンが一体化していると運ぶ先は一定となる。羽ピクミンは飛んで運ぶため他のピクミンが運んでいる物に羽のみで運べる匹数を投げると他のピクミンを落としてしまう。
『ピクミン4』では『ピクミン3』同様だがオニヨンを持たないピクミンやオッチンに運ばせるとオニヨンを持つピクミンで最も匹数が少ない色が増える。また、仕様変更により最低定員まで投げるとピクミンを投げなくなった。

### フリー状態
プレイヤーが放り投げる、解散するなどして、隊列として連れていないピクミンは「フリー状態」となる。この状態のピクミンは体の色が薄くなり（『2』以降の作品では薄くならない）、頭の葉などがそのピクミンの色に発光する。また、近くのものや敵に反応し、自動で運搬や攻撃を行う。周りに運ぶものや獲物が無い場合は座り込んだり伸びをしたりと、好きなように行動している。プレイヤーがピクミンに向かって笛を吹くか直接触れることで隊列に戻すことができる。
『4』ではフリーでなくとも放置するとフリー同様の行動を取り、フリーのピクミンに触れずとも近づくだけで反応して隊列に戻るようになった。なお、運搬に関しては最低定員以上のピクミンは反応しなくなっている。
ピクミンがフリー状態のまま日没を迎えた場合、宇宙船の周りにいるピクミンは自らオニヨンに戻るが（『3』と『4』では宇宙船の周りにリング状の目印で境界が示される）、それ以外のピクミンはオニヨンに戻れず、夜になって活動が活発になった原生生物に捕食されてしまう。
ヒカリピクミンの項にもあるようにヒカリピクミンはフリーになると自動的に隊列に戻るため実質的にフリーにならない。

## 外部出演
大乱闘スマッシュブラザーズシリーズ
『大乱闘スマッシュブラザーズDX』では、ピクミンの観賞用フィギュアが登場した。ファイター（プレイアブルキャラクター）のオリマーやアルフが使役するピクミン達も「原作ゲームからのイメージが命（『SPECIAL』におけるスピリット）として吹き込まれたフィギュア」という設定である。
『大乱闘スマッシュブラザーズX』ではオリマーとともにプレイヤーキャラクター「ピクミン&オリマー」として参戦した。『2』までに登場した赤・青・黄・紫・白の5種が登場する。なお、オリマーと同じく原作における身長設定（2cm）では戦闘が出来ないので、元の大きさよりもかなり大きくなっている。
続編『大乱闘スマッシュブラザーズ for Nintendo 3DS / Wii U』と『大乱闘スマッシュブラザーズ SPECIAL』にも引き続き参戦。『for』からは羽ピクミンも登場し（岩ピクミンは未登場）、カラーバリエーションとして『ピクミン3』のアルフにグラフィックを変更できるようになった。
マリオゴルフ ファミリーツアー
ゴルフコース「ピーチキャッスル」にあるホール近くの花畑にボールが突入すると、その中からピクミンが飛び出す演出がある。
どうぶつの森シリーズ
おいでよ どうぶつの森
イベントおよび期間限定の配信アイテムとして「ピクミン」が配信されたことがあった。赤・青・黄のピクミンが埋まったプランターで、調べると原作と同じピクミンの鳴き声がする。
街へいこうよ どうぶつの森
赤ピクミンの頭部を模した帽子が「あかピクミン」という名称で期間限定アイテムとして配信されたことがある。
とびだせ どうぶつの森
フォーチュンクッキーのおみくじで入手できるアイテムとして、『おいでよ』で登場したプランターの「ピクミン」、および赤・青・黄ピクミンの帽子が登場している。
メイド イン ワリオシリーズ
おどる メイド イン ワリオ
クイーンチャッピーを操作してピクミン達を押しつぶすプチゲーム「ピクミン2」で登場。
メイド イン ワリオ ゴージャス
『おどるメイドインワリオ』のプチゲームのリメイク版で登場。
おすそわける メイド イン ワリオ
ペレット草の収穫を行うプチゲーム「ピクミン2」で登場。
超おどる メイド イン ワリオ
ピクミンを引っこ抜くプチゲーム「ピクミン2」で登場。
すれちがい伝説（ニンテンドー3DSの本体内蔵ソフト）
入手できるMii用の帽子として、ピクミンの頭部を模した帽子（フード）である「ピクミンの帽子」が登場する。赤ピクミン・黄ピクミン・青ピクミンの3種類が存在する。一度入手した帽子はすれちがいMii広場全体で使用可能。
それ以外に任天堂ハード間の引っ越し中（主にWii系・3DS系列ハード）の進行をピクミンの行動演出で表現している。